# Alexander Slidell Mackenzie
Pour les articles homonymes, voir Slidell.
Alexander Slidell Mackenzie (né le 6 avril 1803 à New York et mort le 13 septembre 1848) est un officier de l’U.S. Navy qui a servi pendant la première moitié du XIXe siècle. Il est surtout connu pour son rôle dans l’affaire Somers.

## Biographie
Alexander Slidell est le frère du sénateur John Slidell. En 1837, il fait ajouter à son nom de famille celui de Mackenzie (qui est celui de sa mère), afin de profiter de l’héritage de son oncle maternel selon les volontés de ce dernier.
Il entre dans l’U.S. Navy comme aspirant en 1815 et gravit rapidement les échelons hiérarchiques. En 1822 déjà, il reçoit le commandement d’un navire marchand pour améliorer ses compétences de manœuvres maritimes. Il est nommé lieutenant en 1825 et commandant en 1841 actif dans différentes régions du globe telles que la mer Méditerranée, les Antilles, ou le Brésil où il participe, au commandement du navire Dolphin au siège de Bahia.
En 1842, alors qu’il est au commandement du Somers en route vers les États-Unis depuis la côte de l’Afrique, Mackenzie fait arrêter, juger et exécuter trois marins (dont le leader, Philip Spencer est le fils du secrétaire à la Guerre John C. Spencer) accusés d’avoir fomenté une mutinerie à bord pour prendre le contrôle du navire. Bien que totalement blanchi sur cette affaire (connue sous le nom d’Affaire Somers) lors de son procès en cour martiale, Mackenzie la subira pour le restant de sa carrière.
En mai 1846, il est envoyé à Cuba puis au Mexique pour une mission diplomatique par le président James Knox Polk. Il participe au siège de Vera Cruz et commande une division d’artillerie à Tabasco en 1847.

## Famille
Avec sa femme, Catherine Alexander Robinson née le 10 avril 1814, il a cinq enfants:
1. Le futur général Ranald Slidell Mackenzie, né le 27 juillet 1840, figure de la guerre de Sécession
2. Le lieutenant commander Alexander Slidell Mackenzie Jr., né le 24 janvier 1842, marin comme son père
3. Harriet Duer Slidell Mackenzie, née le 2 janvier 1844
4. Mary Slidell Mackenzie, née le 15 janvier 1846
5. Morris Robinson Slidell Mackenzie, né le 5 mai 1848

## Publications
Mackenzie est également connu comme auteur. Son premier livre A Year in Spain, by a Young American est édité à Boston en 1829 en deux volumes, puis réédité à New York en 1836 en trois volumes et connaît un grand succès, aussi bien aux États-Unis qu’en Angleterre. Ce livre sera par la suite traduit en Suédois.
Il publie également les ouvrages suivants: 
- Popular Essays on Naval Subjects (2 volumes, 1833)
- The American in England (2 volumes, 1835)
- Spain Revisited (2 volumes, 1836)
- Life of John Paul Jones (2 volumes, Boston, 1841)
- Life of Commodore Oliver H. Perry (2 volumes, New York, 1841)
- Life of Commodore Stephen Decatur (Boston, 1846)

Enfin, il écrit deux autobiographies : A Journal of a Tour in Ireland ainsi que The Case of the 'Seiners'; Defence of A. S. Mackenzie (publié à New York en 1843) dans laquelle il défend son point de vue dans l’affaire Somers.